# Àrea de Conservació Transfronterera del Gran Lubombo
L'Àrea de Conservació Transfronterera del Gran Lubombo serà el següent pas en els parcs de la pau per al futur. S'hi han d'incloure totes les àrees ja esmentades a l'Àrea de Conservació Transfronterera de Lubombo, així com els següents:
El concepte total del parc de la pau abasta en realitat 5 diferents àrees de conservacions transfronterers entre Sud-àfrica, Moçambic i Swazilàndia, que són:
- Àrea de Conservació Transfronterera de Lubombo Conservancy-Goba, (Moçambic i Swazilàndia). Vegeu també Lubombo Conservancy (Swazilàndia).

- Usuthu-Tembe-Futian Zona Transfronterera de Conservació (Swazilàndia, Sud-àfrica i Moçambic).

- Àrea de Conservació transfronterera de Ponta do Ouro-Kosi Bay, (Moçambic i Sud-àfrica). Vegeu també Parc dels aiguamolls del iSimangaliso.

- Nsubane Pongola Àrea de Conservació Transfronterera (Sud-àfrica i Swazilàndia).

- Songimvelo-Malolotja Àrea de Conservació Transfronterera (Sud-àfrica i Swazilàndia).

La idea és que en una data en el futur tots aquests TFCA s'uniran per formar aquest enorme parc de la Pau.